# Jaka Lakovič
Jaka Lakovič (ur. 9 lipca 1978 w Lublanie) – słoweński koszykarz grający na pozycji rozgrywającego, od zakończenia kariery zawodniczej trener koszykarski, obecnie trener niemieckiego Ratiopharmu Ulm oraz kadrze Słowenii.
Jest wychowankiem klubu KD Slovan Ljubljana, w którym zadebiutował w sezonie 1996/1997. W klubie tym grał do sezonu 2000/2001, kiedy zdobył mistrzostwo Słowenii. W następnym sezonie podpisał kontrakt z KK Krka Novo mesto, w którym występował przez jeden rok. Grając w Krce zwyciężył klasyfikację ligi słoweńskiej w liczbie asyst na mecz (4,2), a także był najlepiej wykonującym rzuty wolne graczem Euroligi (89%). Później przeszedł do greckiego Panathinaikosu, który reprezentował do sezonu 2005/2006. W latach 2003, 2005 i 2006 grał w meczach gwiazd A1 Ethniki. W latach 2003–2006 zdobywał wraz z Panathinaikosem mistrzostwo Grecji. Od sezonu 2006/2007 do 2010/2011 występował w Regal FC Barcelona, z którą w 2009 roku zdobył mistrzostwo Hiszpanii. Od sezonu 2010/2011 reprezentuje Galatasaray.
W reprezentacji Słowenii zadebiutował 31 sierpnia 2001 roku w meczu przeciwko Hiszpanii. Występował na Mistrzostwach Świata w 2006 roku oraz na mistrzostwach Europy w 2003, 2005, 2007 i 2009 roku.

## Osiągnięcia

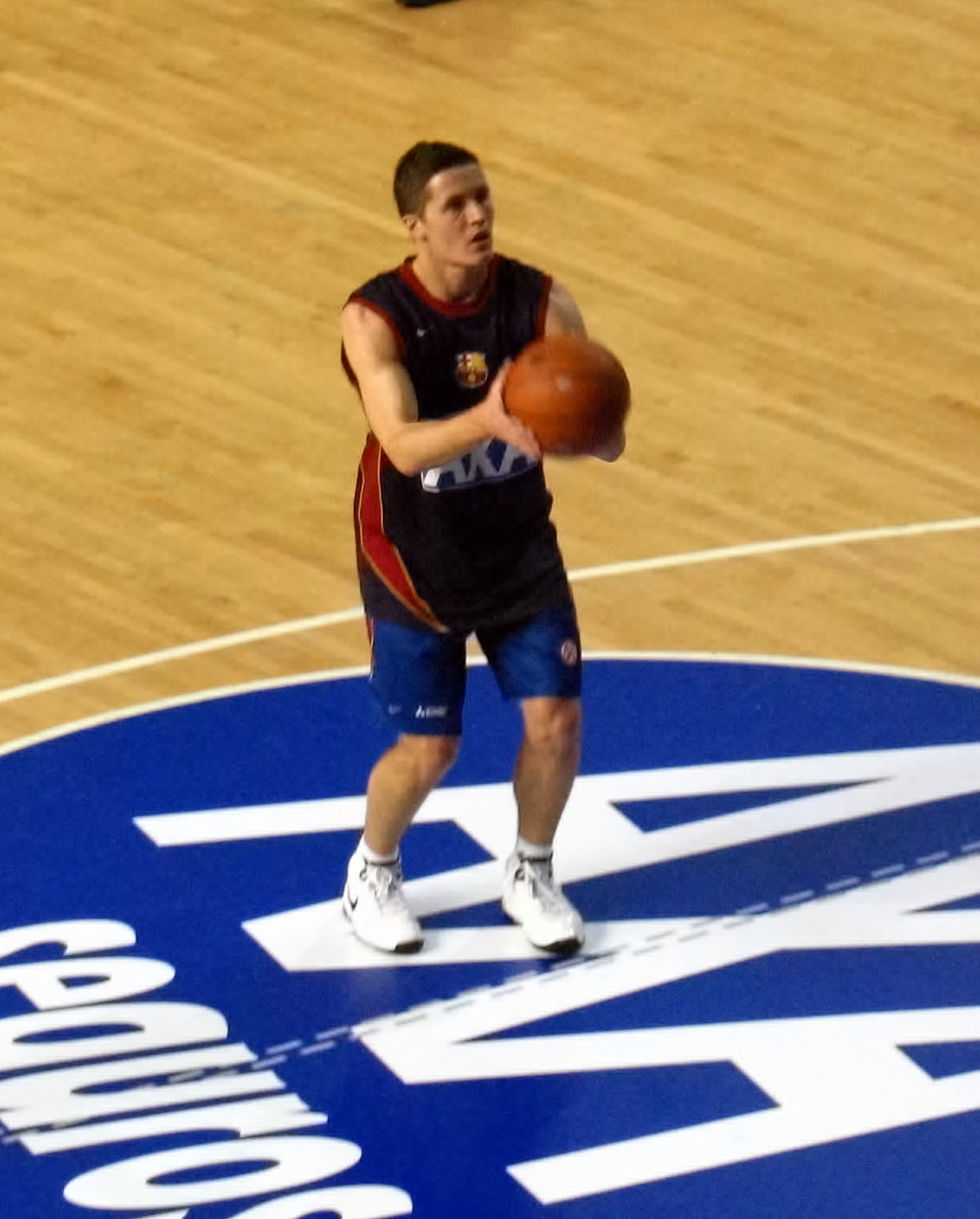
Lakovič w barwach FC Barcelony (2008).

Na podstawie, o ile nie zaznaczono inaczej.
Drużynowe
- Mistrz:
  - Euroligi (2010)
  - Grecji (2003, 2004, 2005, 2006)
  - Hiszpanii (2009, 2011)
  - Turcji (2013)
- Wicemistrz Hiszpanii (2007, 2008, 2010)
- Zdobywca:
  - Pucharu Hiszpanii (2007, 2010, 2011)
  - Superpucharu Hiszpanii (2009, 2010)
  - Pucharu Grecji (2003, 2005, 2006)
- Finalista Pucharu Turcji (2013)

Indywidualne
- - finałów ligi greckiej (2003, 2005)
  - pucharu Grecji (2005)
- Zaliczony do:
  - I składu ligi greckiej (2005)
  - II składu Euroligi (2005)
- Uczestnik meczu gwiazd ligi:
  - słoweńskiej (2001)
  - greckiej (2003, 2005, 2006)
- Lider:
  - w skuteczności rzutów wolnych:
    - Euroligi (2002)
    - ligi greckiej (2004)

  - ligi słoweńskiej w asystach (2002)

Reprezentacja
- Uczestnik:
  - mistrzostw świata (2006 – 12. miejsce, 2010 – 8. miejsce)
  - mistrzostw Europy (2001 – 15. miejsce, 2003 – 10. miejsce, 2005 – 6. miejsce, 2007 – 7. miejsce, 2009 – 4. miejsce, 2011 – 7. miejsce, 2013 – 5. miejsce)
- Wicemistrz Europy U–22 (1998)